# Trogoderma apicale
Trogoderma apicale is een keversoort uit de familie spektorren (Dermestidae). De wetenschappelijke naam van de soort werd in 1871 gepubliceerd door MacLeay.